# Rimbés e Baudiet
Rimbés e Baudiet (en francès Rimbez-et-Baudiets) és un municipi francès situat al departament de les Landes i a la regió de la Nova Aquitània.

## Demografia
| 1962                                       | 1968 | 1975 | 1982 | 1990 | 1999 | 2007 |
| ------------------------------------------ | ---- | ---- | ---- | ---- | ---- | ---- |
| 94                                         | 97   | 83   | 60   | 79   | 86   | 92   |
| Des de 1962: població sense dobles comptes |      |      |      |      |      |      |

## Administració
| Període   | Identitat     | Partit |
| --------- | ------------- | ------ |
| 2001-2008 | Alain Boude   |        |
| 2008-     | Nicolas Lafon |        |